# Royal Scotsman

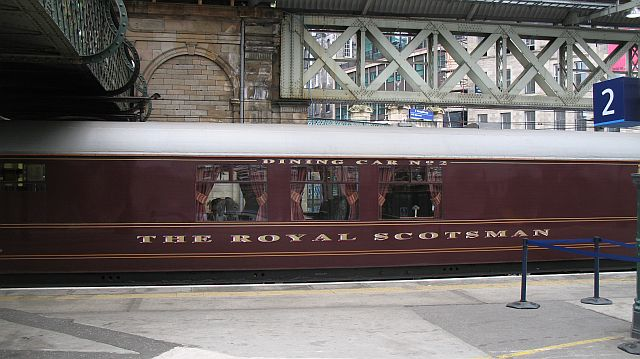
Вагон-ресторан поезда The Royal Scotsman

The Royal Scotsman — поезд класса «люкс», который принадлежит компании Orient-Express Hotels и курсирует по Шотландии. Путешествие на поезде может длиться от двух до семи ночей и начинается в Эдинбурге. На своем пути поезд делает несколько остановок. Гости могут посетить старинные замки, национальные парки, знаменитые шотландские вискикурни и очаровательные деревушки.
Поезд состоит из девяти вагонов: два вагона-ресторана, пять спальных вагонов, один вагон для обслуживающего персонала и, наконец, обзорный вагон, где расположены уютные кресла и мягкие диваны. Из многочисленных окон обзорного вагона можно насладиться панорамными видами постоянно сменяющихся пейзажей. Вагоны-рестораны носят названия Victory (Виктория) и Raven (Ворон) и рассчитаны на 16 и 20 персон соответственно.
Максимальное количество пассажиров поезда 36 человек, 16 двухместных и 4 одноместных купе с прекрасной отделкой и резьбой по дереву.